# Fu Jia
Fu Jia (chinês: 付嘉, pinyin: Fù jiā), também conhecido como Fingal Fu, é um ator chinês nascido em 05 de fevereiro de 1990 na Província de Iunã.

## Biografia
Fu Jia graduou-se no ano de 2011 em cinema e televisão pela Academia Chinesa de Ópera Tradicional Chinesa.

## Carreira
Em 2016, com seu papel como Li Yanzhi, na série Meu Namorado Incrível, Fu Jia ganhou reconhecimento junto ao público.
Em 2017, Fu trabalhou na série Guerreiro do Destino como Yu Ren.
Em 2018, o ator estrelou como o detetive Li Mobai no drama histórico The Untold Stories of Tang Dynasty, passado durante a Nova Dinastia Tang.
Em 2019, Fu Jia retomou o seu papel como o policial Li Yanzhi na continuação da série Meu Namorado Incrível. No ano seguinte, o ator participou do drama gastronômico Namoro na Cozinha, onde vivia o gerente do Hotel Bauhinia, Cheng Ziqian.

## Filmografia

### Séries de televisão
| Ano  | Título                                          | Papel        | Notas         |
| ---- | ----------------------------------------------- | ------------ | ------------- |
| 2016 | The Lover's Lies                                | Guan Yu      | [ 8 ] [ 9 ]   |
| 2016 | Meu Namorado Incrível                           | Li Yanzhi    | [ 10 ] [ 11 ] |
| 2017 | Guerreiro do Destino                            | Yu Ren       | [ 12 ] [ 4 ]  |
| 2018 | The Untold Stories of Tang Dynasty              | Li Mobai     | [ 5 ] [ 13 ]  |
| 2019 | Meu Namorado Incrível 2: Impressão Inesquecível | Li Yanzhi    | [ 14 ] [ 6 ]  |
| 2020 | Namoro na Cozinha                               | Cheng Ziqian | [ 15 ] [ 7 ]  |